# Butigeidis
Butigeidis (Budikid) (Wit-Russisch: Будзікід, Boedzikid) was de vorst van Litouwen van 1285 tot 1291. Hij is het eerste bekende en onomstreden lid van het huis der Gediminiden.
Aan het begin van zijn bewind waren de Duitse Orde en de Lijflandse Orde bezig met hun verovering van de Baltische stammen. In 1289 viel Butigeidis met ongeveer 8.000 troepen Samland binnen. De Duitse Orde bouwde een kasteel in Tilsit en haar aanvallen intensiveerden. De Litouwers werden gedwongen hun versterkingen op de linkeroever van de Memel op te geven. 
Butigeidis was de eerste die een linie van forten bouwde langs de Memel. De fortificaties werden na zijn dood verder uitgebouwd en hielpen tot de tweede helft van de 14e eeuw de invallen van de Orde te weerstaan.
Butigeidis stond de stad Vawkavysk af aan Galicië-Wolynië in ruil voor vrede. 
Hij stierf in 1290 of 1292 en werd opgevolgd door zijn broer Butvydas.